# Glacis United F.C.
Glacis United F.C. – gibraltarski klub piłkarski z siedzibą w Gibraltarze.

## Historia
Chronologia nazw:
- 1965–...: Glacis United F.C.

Glacis United F.C. został założony w 1965 roku w Gibraltarze. W sezonie 1965/66 Glacis zagrał swój pierwszy sezon na najwyższym poziomie, zdobywając pierwszy tytuł mistrzowski. Przez następne lata klub dziewięciokrotnie z rzędu był najlepszym w Gibraltarze.

## Sukcesy

### Trofea międzynarodowe
Nie uczestniczył w rozgrywkach europejskich (stan na 31-05-2014).

### Trofea krajowe
| \| \| Zdobyte trofea w rozgrywkach Gibraltaru (stan na: 31-05-2014) \| |                                                               |      | |
| Rozgrywki                                                              | Osiągnięcie                                                   | Razy | Sezon(y)                                                                                             |
| · Mistrzostwo                                                          | I miejsce                                                     | 17   | 1966, 1967, 1968, 1969, 1970, 1971, 1972, 1973, 1974, 1976, 1981, 1982, 1983, 1985, 1989, 1997, 2000 |
| · Mistrzostwo                                                          | II miejsce                                                    | ?    | ..., 1995, 1999, 2005, 2011                                                                          |
| · Mistrzostwo                                                          | III miejsce                                                   | ?    | ..., 1994, 2001, 2003, 2004, 2007, 2008, 2009                                                        |
| Puchar                                                                 | zdobywca                                                      | 5    | 1975, 1981, 1982, 1997, 1998                                                                         |
| Puchar                                                                 | finalista                                                     | ?    | ...                                                                                                  |
| Puchar Ligi                                                            | zdobywca                                                      | 0    | |
| Puchar Ligi                                                            | finalista                                                     | 0    | |
| Puchar Ligi                                                            | 3. miejsce                                                    | 1    | 2014 (gr. B)                                                                                         |
| II liga                                                                | I miejsce                                                     | ?    | ...                                                                                                  |
| II liga                                                                | II miejsce                                                    | ?    | ...                                                                                                  |
| II liga                                                                | III miejsce                                                   | ?    | ...                                                                                                  |
| Gibraltar                                                              | Zdobyte trofea w rozgrywkach Gibraltaru (stan na: 31-05-2014) |      | |

- Senior Cup:
  - zdobywca (13): 1966, 1969, 1970, 1974, 1975, 1978, 1979, 1980, 1996, 1997, 2000, 2002

## Stadion
Klub rozgrywał swoje mecze domowe na Victoria Stadium w Gibraltarze, który może pomieścić 2,249 widzów.